# Nules
 Nules ist eine Gemeinde in der Provinz Castellón der Autonomen Gemeinschaft Valencia in Spanien. Der Gemeindekern liegt wenige Kilometer von der Mittelmeerküste entfernt.

## Geografie
Nules grenzt an die Gemeinden Artana, Bechí, Alquerías del Niño Perdido, Burriana, Moncófar, Vall de Uxó, Villavieja und Villarreal, alle in der Provinz Castellón.

## Demografie
| Einwohnerentwicklung von Nules | Einwohnerentwicklung von Nules | Einwohnerentwicklung von Nules | Einwohnerentwicklung von Nules | Einwohnerentwicklung von Nules | Einwohnerentwicklung von Nules | Einwohnerentwicklung von Nules | Einwohnerentwicklung von Nules | Einwohnerentwicklung von Nules | Einwohnerentwicklung von Nules | Einwohnerentwicklung von Nules | Einwohnerentwicklung von Nules | Einwohnerentwicklung von Nules |
| 1857                           | 1900                           | 1910                           | 1920                           | 1930                           | 1940                           | 1950                           | 1960                           | 1970                           | 1981                           | 2000                           | 2010                           | 2020                           |
| ------------------------------ | ------------------------------ | ------------------------------ | ------------------------------ | ------------------------------ | ------------------------------ | ------------------------------ | ------------------------------ | ------------------------------ | ------------------------------ | ------------------------------ | ------------------------------ | ------------------------------ |
| 4.437                          | 5.367                          | 5.826                          | 5.874                          | 6.703                          | 6.374                          | 7.916                          | 8.460                          | 9.633                          | 10.957                         | 11.453                         | 13.750                         | 13.236                         |

## Wirtschaft
Die Wirtschaft von Nulense basiert traditionell auf der Landwirtschaft, wobei der Anbau von Zitrusfrüchten deutlich überwiegt. Aus der Gemeinde stammt eine eigene Sorte von Clementinen, welche international beliebt ist. Durch die Verarbeitung von Zitrusfrüchten entwickelte sich ein Industriesektor, der heute mit der Produktion von Keramik und Fliesen die Landwirtschaft übertrifft, was Nules zu einem der wichtigsten Industriezentren der Provinz gemacht hat.
Es wird auch die Entwicklung des Tourismus als neue wirtschaftliche Aktivität für die Stadt gefördert, die den Beitrag der Landwirtschaft und der Industrie sowie des Dienstleistungssektors ergänzen soll.